# Evangelina Alciati
Evangelina Gemma Alciati (Turim, 21 de agosto de 1883 – Turim, 2 de janeiro de 1959) foi uma pintora italiana.